# Jarosław (herb szlachecki)

Herb szlachecki Jarosław

Herb gminy Orońsko

Jarosław – polski herb szlachecki nadany w Królestwie Polskim.

## Opis herbu
Opis z wykorzystaniem klasycznych zasad blazonowania: 

Tarcza dzielona skosem lewym złotym, w polu górnym, czerwonym, jednorożec srebrny w lewo, w polu dolnym, błękitnym, delfin złoty. Klejnot: nad hełmem w koronie dwa skrzydła orle czarne, pomiędzy którymi gwiazda złota. Labry: z prawej błękitne, z lewej czerwone, podbite złotem. Pod tarczą wstęga z dewizą BEATUS QUI UTILIS (łac. BŁOGOSŁAWIONY PRZYDATNY).

## Najwcześniejsze wzmianki
Nadany 14 stycznia 1840 z dziedzicznym szlachectwem Franciszkowi Ksaweremu Christianiemu, synowi Jana, generałowi lejtnantowi korpusu inżynierów, dyrektorowi generalnemu komunikacji lądowych i wodnych w Królestwie.

## Herbowni
Ponieważ herb pochodził z nobilitacji osobistej, prawo do niego ma tylko jedna rodzina herbownych:
- Christiani.

## Występowanie w heraldyce terytorialnej
Pół jednorożca i delfin z herbu Jarosław wraz z pochodnią z herbu Przysługa znajdują się w herbie gminy Orońsko.